# 찰스 퀴글리
찰스 퀴글리(Charles Quigley, 1906년 2월 12일 ~ 1964년 8월 5일)는 미국의 배우, 텔레비전 배우, 영화 배우이다.

## 영화
- 슈퍼맨 - 48년작 (1948년) - 닥터 하켓 역
- 데이 멧 인 아르헨티나 (1941년)
- 희극의 왕 (1936년)